# Atolla russelli
Atolla russelli is een schijfkwal uit de familie Atollidae. De kwal komt uit het geslacht Atolla. Atolla russelli werd in 1962 voor het eerst wetenschappelijk beschreven door Repelin. 